# 新南田ゆり
新南田 ゆり（しなだ ゆり、4月17日生）は、日本のソプラノ歌手・脚本家・作詞家。旧本名は笠原 由里（かさはら ゆり）
埼玉県浦和市（現さいたま市）出身、現在は調布市つつじヶ丘在住。
数々のオペラ・オペレッタ・コンサートの他、150本を越えるテレビCMおよびアニメサントラを歌唱している。日本演奏連盟会員。

## 経歴
出生地は東京都練馬区。埼玉県浦和市出身。浦和明の星女子高等学校卒業後、桐朋学園大学短期大学部に独学で入学、ピアノ科卒業。その後、声楽に転向し、同大学声楽研究科修了。卒業演奏会、及び研究科修了演奏会出演。桐朋学園大学30周年記念演奏会卒業生代表出演。
- 1985年
  - つくば万博の企業採用試験数社を受け全て合格。三菱未来館にコンパニオンとして半年間勤務。
  - ブリテンの「真夏の夜の夢」ハーミア役でオペラ・デビュー（埼玉会館大ホール）。
  - 不二家「ミセス ガレット」でテレビCMデビュー
- 1989年-1995年
  - モーツァルトのオペラ「魔笛」夜の女王役（新宿文化センター大ホール）
  - ヴェルディのオペラ「椿姫」ヴィオレッタ役（レナート・パルンボ指揮）
  - プッチーニのオペラ「ジャンニ・スキッキ」ラウレッタ役
  - フンパーディンクのオペラ「ヘンゼルとグレーテル」グレーテル役
  - マッセのオペレッタ「ジャネッタの結婚」ジャネッタ役
  - レハールのオペレッタ「ルクセンブルク伯爵」ジュリエッタ役
- 1990年
  - イタリア・サンタマルゲリータ声楽アカデミー（オペラマスタークラス）修了。
    - オペラをイリス・アダミ・コラデッティ及びフランコ・コレッリに師事。演技をパオロ・トレヴィージに師事。

  - イタリア・モンテベッルーナ音楽祭出演
  - マリオ・デル・モナコ国際コンクール音楽祭出演（ファイナリスト）
  - サンタ・マルゲリータ国際音楽祭出演（ファイナリスト）

（帰国後体調の都合により活動休止）
- 1994年
  - フランス音楽コンクール第1位（全部門総合グランプリ）受賞
- 1995年
  - 笠原由里フランス音楽コンクールグランプリ受賞記念リサイタル
- 1997年
  - 笠原由里フランス音楽コンクール・グランプリ受賞記念第2回リサイタル
  - シューベルトの歌曲をエリー・アメリンクに師事

（家庭の事情で活動休止）
- 2003年以降についてはHP参照
  - 飯守泰次郎指揮　ワーグナーの楽劇「ジークフリート」森の小鳥役
  - ギリシア・アテネオリンピック記念オペラ「ラビュリントス」脚本執筆及びアリアドネ役
  - マリア・カラス・フェアにてミラノ・スカラ座アンサンブルと共演
  - オペラシティ「ベッラビスタ・サバティーニ」主催　笠原由里秋の味覚&ディナーショウ（2006年）
  - オペラシティ「ベッラビスタ・サバティーニ」主催　笠原由里クリスマスディナーショウ（2007年）
  - 歌曲集「愛・信じること」、音楽劇「赤い靴」他数々の脚本、作詞、出版
  - ヴィヴィアン・ミュージック主催（音楽家仲間による自主企画）
    - 2008年より上野奏楽堂ニューイヤーグランドコンサートを実施
- 2010年
  - 英国王立音楽院　ディプロマ
- 2013年
  - オフィス「ラブラヴォーチェ Labravoce」開設。ビジネスモデルとして新しい試みである、ステージメンタル講座を開設。人生を音楽家のステージに見立て、メンタルスキル(心理学)とミュージック(音楽)で心を癒し、人の魅力と隠れた力を存分に引き出すことを狙いとしている。ストレスで疲れた心、対人関係の悩み、夢をあきらめかけて落ち込んでいる、進みたいけどやり方がわからずに混乱しているなど、一人ひとりのメンタルをサポートしながら、カウンセリングやレッスンを通して、人生を楽しく、素敵に輝くものにすることをサポートするとしている。
- 2014年
  - 「杉原千畝物語 オペラ 人道の桜」脚本執筆。安藤由布樹による作曲で2015年5月12日リトアニアの首都ビリニュス国立ドラマ劇場で世界初演、2015年7月26日には早稲田大学大隈講堂にてピアノ伴奏によるショートカット版を公演。2015年12月5日に品川区大井町のきゅりあん大ホールにてオーケストラによる完全バージョンを昼夜2公演行う。
- 2016年
  - 1月「越谷達之助名曲コンサート第2回」
- 2017年
  - 1月「越谷達之助名曲コンサート第3回」
  - 3月 杉原千畝物語 オペラ 「人道の桜」新宿文化センター大ホールにて上演。幸子役として昼公演に出演。
- 2018年
  - 1月27日28日 、岐阜清流文化プラザ 長良川ホールにて杉原千畝オペラ「人道の桜」幸子役で出演( 共演：ウィーン岐阜合唱団 )、二日間上演。
- 2019年
  - 1月26日27日 、岐阜清流文化プラザ 長良川ホールにて杉原千畝オペラ「人道の桜」幸子役で出演( 共演：ウィーン岐阜合唱団 )、二日間上演。
  - 7月20日21日 、いわき芸術文化交流館アリオスにて杉原千畝オペラ「人道の桜」幸子役で出演( 共演：石河明指導によるいわき合唱団 )、二日間上演。

- 2023年
  - 6月15日16日、相模原市杜のホールはしもとにて北里柴三郎物語オペラ「ドンネルの夢」世界初演。

## アルバム
- 笠原由里名義
  - AN ENCOUNTER
  - 出逢い（2枚組）

## 参加作品
- 梶浦由記作曲
  - アニメ『.hack//SIGN』挿入歌
  - アニメ『ノワール』挿入歌
  - アニメ『MADLAX』挿入歌
  - アニメ『舞-乙HiME』挿入歌
  - アニメ『コゼットの肖像』挿入歌
  - 梶浦由記アルバム『FICTION』
  - Dream Port 2008 ライブDVD『砂塵の彼方へ』
  - アニメ『魔法少女まどか☆マギカ』挿入歌
  - 歴史秘話ヒストリア オリジナルサウンドトラック2「until you find a light～op theme#5」

- 岩崎琢作曲
  - アニメ『BLACK CAT』挿入歌
  - アニメ『結界師』挿入歌
  - アニメ『天元突破グレンラガン』挿入歌
  - アニメ『ソウルイーター』挿入歌
  - 岩崎琢ベストアルバム『Selfconsciousness』
  - アニメ『ペルソナ 〜トリニティ・ソウル〜』挿入歌
  - アニメ『黒執事』挿入歌
  - アニメ『ガッチャマン クラウズ』挿入歌
  - アニメ『文豪ストレイドッグス』挿入歌

- テレビCM
  - 薩摩酒造「薩摩白波」我は海の子
  - 京都銀行「なが〜〜〜〜〜〜いお付き合い」
  - メナード化粧品（岩下志麻と共演）
  - 資生堂化粧品
  - セブンイレブン
  - 年末ジャンボ宝くじ
  - 三菱自動車「パジェロ」

他（HP参照）